# 本土研究社

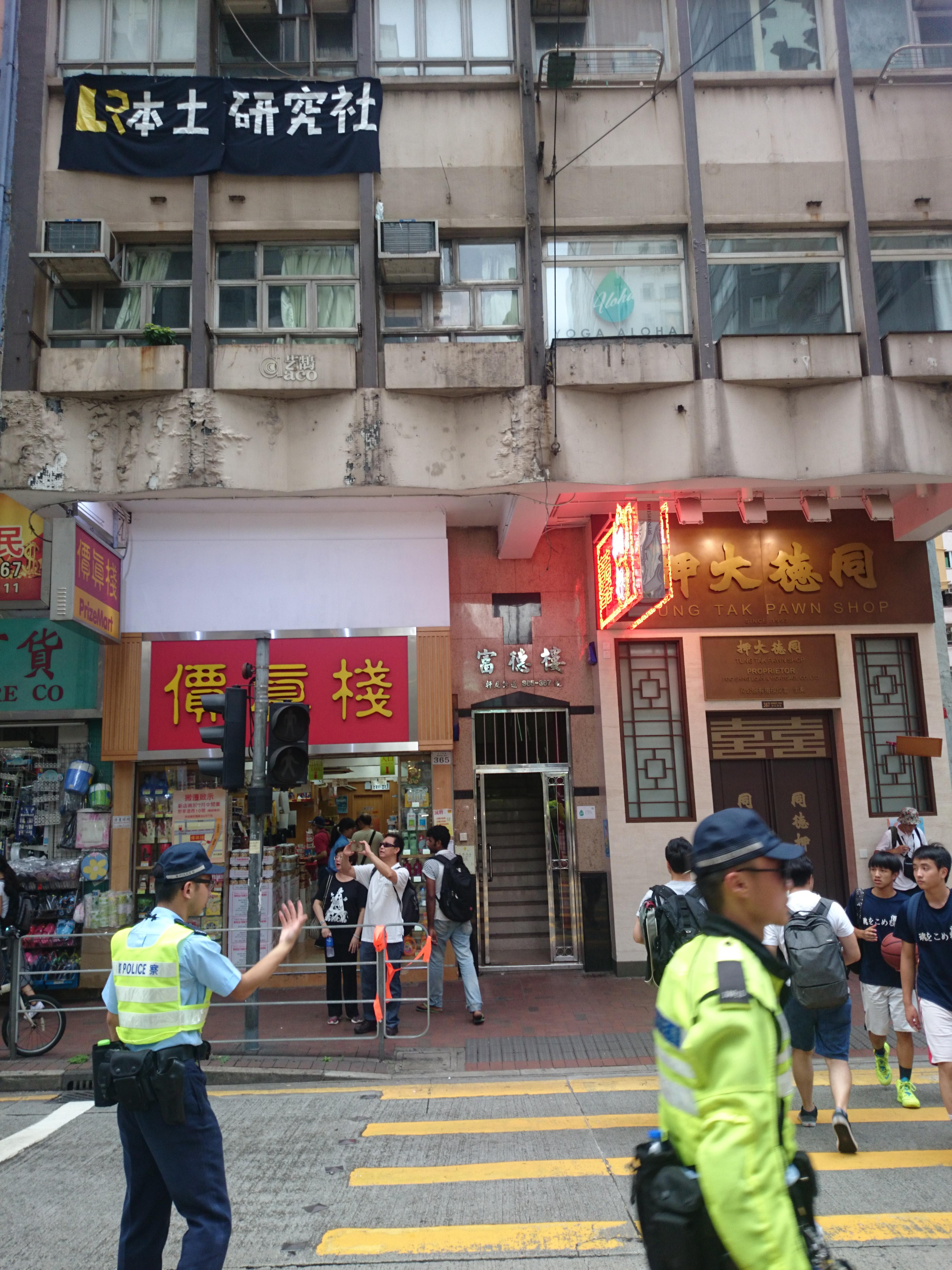
左上にあるのが本土研究社の事務所。2016年撮影。

本土研究社（ほんどけんきゅうしゃ、英語: Liber Research Community）は、2009年に成立した研究機関、出版社。香港における開発と社会問題に注目している研究者によって設立され、政治学、社会学、哲学など複数の学科に渡る都市再開発、都市計画、政治体制など幅広い研究と調査を行っている。2013年、非営利団体として登録された。

## 活動

### カントリーパーク住宅建設問題
2017年1月18日、香港の行政長官（当時）梁振英が施政方針演説でカントリーパークの外縁部にある、生態系の価値もレクリエーションの価値も低い地域を公営住宅建設に転用することを提案した。これに対し、本土研究社の構成員である陳劍青は發展局の局長（当時）陳茂波が任期中にカントリーパーク開発を「検討」しないと承諾しており、政府の研究レポートである香港2030+にも反するものと批判した。彼はカントリーパーク開発を一度でも始めたら、残りのカントリーパークも将棋倒し的に開発されると警告した。
また、施政方針演説では北区にある、500ヘクタールの面積を有する紅花嶺をカントリーパークに指定したが、陳劍青はその指定がなくても紅花嶺に生態価値があるのは明らかにもかかわらず、その周辺が開発されるのでは環境が破壊されてしまうと指摘した。
同じく本土研究社の構成員である楊夏至によると、米国の生態学者リー・M・タルボット（Lee M. Talbot）は香港のカントリーパークを指定した（1976年 - 1979年）が、タルボット氏は1965年にはすでに「カントリーパーク開発を企む輩は必ず出てくるので、政府はカントリーパークを強く保護すべきである」と指摘したという。また、カントリーパークを開発用地に変えるには長いプロセスを経たなければならず、このようなプロセスが定められた理由はカントリーパーク保護にあるという。そのため、政府がカントリーパーク外縁部の開発を検討すること自体がカントリーパークを設立した理由に反するという。

### ブラウンフィールド研究
2015年12月27日、本土研究社はブラウンフィールドに関する研究レポートを発表した。同組織はGoogle Earthの衛星写真から香港のブラウンフィールドの面積が1,192ヘクタールに達することを推定した。公共専業連盟と土地正義連盟は2012年にブラウンフィールドの面積を803ヘクタールと推定しており、5割近く増えたことになる。うち元朗区、北区、屯門区など合計9か所にブラウンフィールドが集中しており、その多くが道路の隣にあるが、都市計画や管理が行き届いておらず、ブラウンフィールドの問題が悪化しているという。
本土研究社によると、房屋署は元朗工業団地の西にある橫洲のブラウンフィールドで公営住宅を建設する計画を検討したが、計画は実施されないまま終わった。この計画が実施されない原因は地域豪族勢力の反対とされるが、本土研究社によると、政府は土地回収法（中国語: 收回土地條例）に基づき、公営住宅など公的利用を目的とする場合に土地を（賠償つきで）回収する権利を有する。ほかにも同法を利用せず、ほかの国有地と交換したり、直接買い戻したりもできる。
これに対し、政府側がブラウンフィールドの所在地がバラバラで開発できそうもないと主張したため、本土研究社は2018年3月15日に「合棕連橫：新界棕土發展潛力研究」という研究レポートを発表、「所在地がバラバラではない」ブラウンフィールドの面積を1,171.5ヘクタールと概算し、うち723ヘクタールはまだ開発予定がないとした。うち2ヘクタール以上のものは94か所、10ヘクタール以上のものも26か所あるという。
本土研究社の一員である楊夏至によると、政府は八郷のブラウンフィールドが石崗飛行場に近いため高さ制限があり、開発に適さないとしたが、同じく石崗飛行場の近くにあり、高さ制限を受ける錦田南部は問題なしとした。楊はこれを二重規範と批判した。そのため、本土研究社はブラウンフィールドをできるだけ浄化してグリーンフィールドに戻すと主張、浄化ができない土地のうち面積が大きいものは大型公営住宅、面積が小さいものは小型公営住宅を建設すべきとした。

### 市區重建局問題
香港の市區重建局専務取締役韋志成は2017年12月3日付のブログにおいて、油麻地と旺角の古く容積率を使い果たした建物800軒を約15,700香港ドル/平方フィートで買い戻した場合、市區重建局は約1,380億ドルの赤字に直面すると述べた。しかし、本土研究社の成員である陳劍青はこの概算に疑問を呈した。彼は疑問を呈した理由を3つ挙げた。1つは、市區重建局がそれまで700軒強の建物しか再開発していないのに、800軒の再開発を試算することに意味がないこと。2つは、市區重建局がそれまで容積率を使い果たした建物を再建に選ぶことがなかったのに、ここで突如試算することは怪しいこと。3つは、容積率を使い果たしたため、15,700香港ドルという数字はより低くなる可能性もあること。さらに市區重建局は開発業者と利益分配するので、1,380億ドルの赤字は過大評価の可能性があるとして、市區重建局に詳しい計算の開示を求めた。。その2日後の12月5日には年次報告書から、市區重建局の予算は毎年のように実際の支出よりはるかに高い状況が続いていることが明らかになった。

## 成員の一覧
- 陳劍青[5]
- 黃肇鴻[14]

### 脱退した成員
- 楊夏至[10]
- 林茵[15]
- 陳顯恩[16]

## 出版物

### 書籍
- 不是土地供應：香港土地供應的迷思與真象（2013年3月）[17]
- 住屋不是地産：民間長遠房屋策略研究報告（2013年9月、影子長策会と共著）[18]
- 供不得其所：香港長遠房屋策略新視野（2015年2月）[19][20]
- 水耕透視（2016年2月）[21]
- 棕跡（2016年6月）[22][23]
- 世界（No.1: 界限）（2017年4月）[24]

### 研究レポート
- 棕跡—香港棕土政策研究報告2015（2015年12月28日）[25]
- 香港棕土地圖2015（2016年1月3日）[26]
- 丁不厭詐：新界套丁研究報告2017（2018年1月4日）[27]
- 合棕連橫：新界棕土發展潛力研究（2018年3月15日）[28]